# Ursula Sax

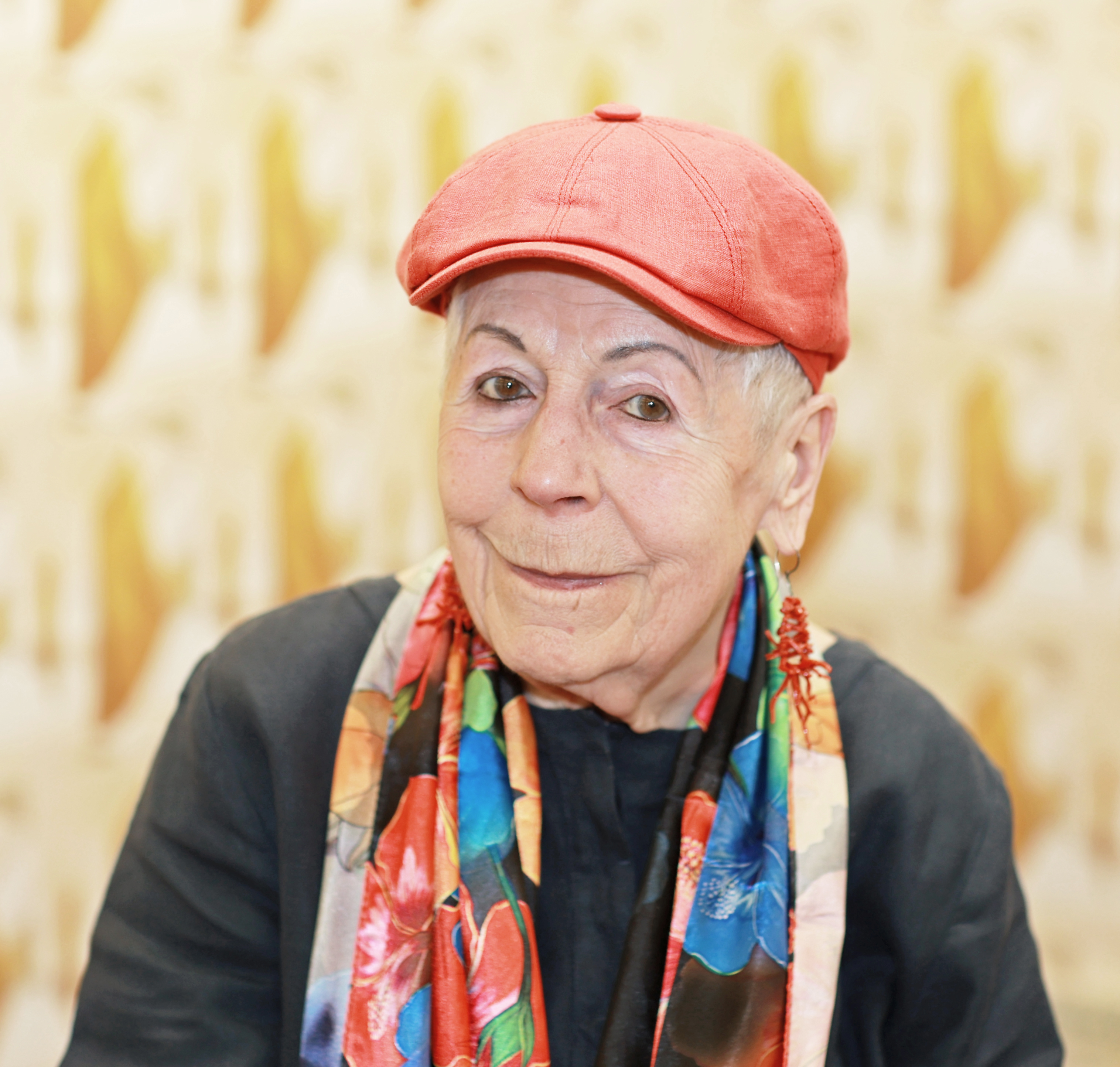
Ursula Sax, 2023

Ursula Sax (* 27. Juli 1935 in Backnang) ist eine deutsche Bildende Künstlerin und Bildhauerin.

## Leben
Zwischen 1950 und 1955 studierte Sax Bildhauerei an der Staatlichen Akademie der Bildenden Künste in Stuttgart. Ab 1956 bis 1960 setzte sie ihre Studien an der Hochschule der Künste in Berlin fort, wo sie Meisterschülerin von Hans Uhlmann wurde.
Ab 1960 arbeitete Sax freischaffend in Berlin, in jenem Jahr bereits ausgestattet mit einem Reisestipendium des Kultursenats in Berlin für Griechenland sowie einem Stipendium des Kulturkreises im Bundesverband der Deutschen Industrie.
In den Jahren 1985/1986 sowie 1989 erhielt sie eine Gastprofessur an der Hochschule der Künste Berlin. Ab 1990 wurde sie zur Professorin an der Hochschule für Bildende Künste Braunschweig ernannt, dem ab 1993 eine Professur an der Hochschule für Bildende Künste Dresden folgte.

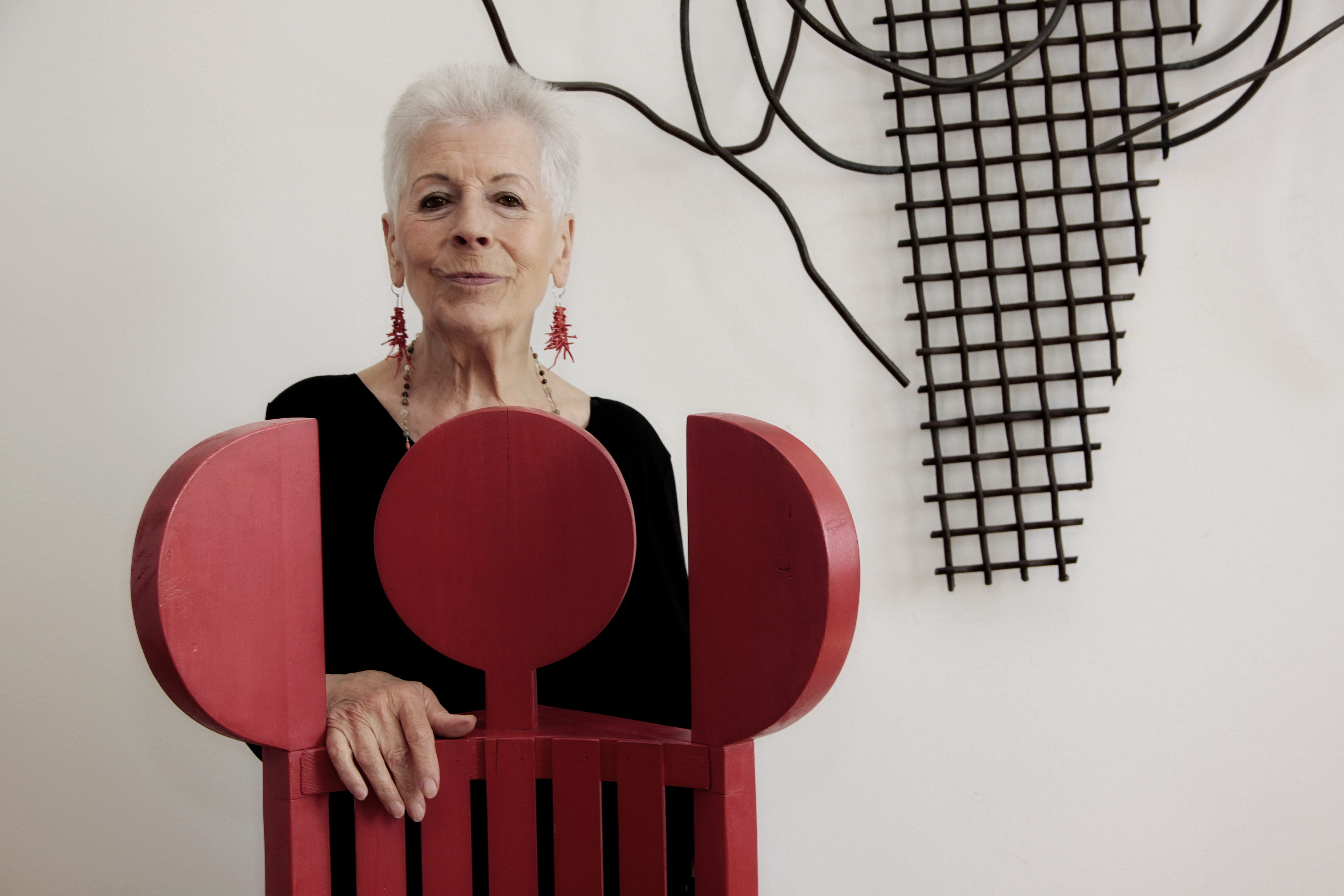
Ursula Sax, 2015

Mit der Emeritierung im Jahr 2000 begann Sax, wieder freischaffend zu arbeiten. Ursula Sax lebte und arbeitete in Radebeul, bevor sie zum Beginn des Jahres 2013 nach Berlin zurückging. Ursula Sax nahm zwischen 1966 und 1996 als Mitglied des Deutschen Künstlerbundes an insgesamt zwölf DKB-Jahresausstellungen teil.
Ihre Schwester Uta wurde Schauspielerin.

## Wirken

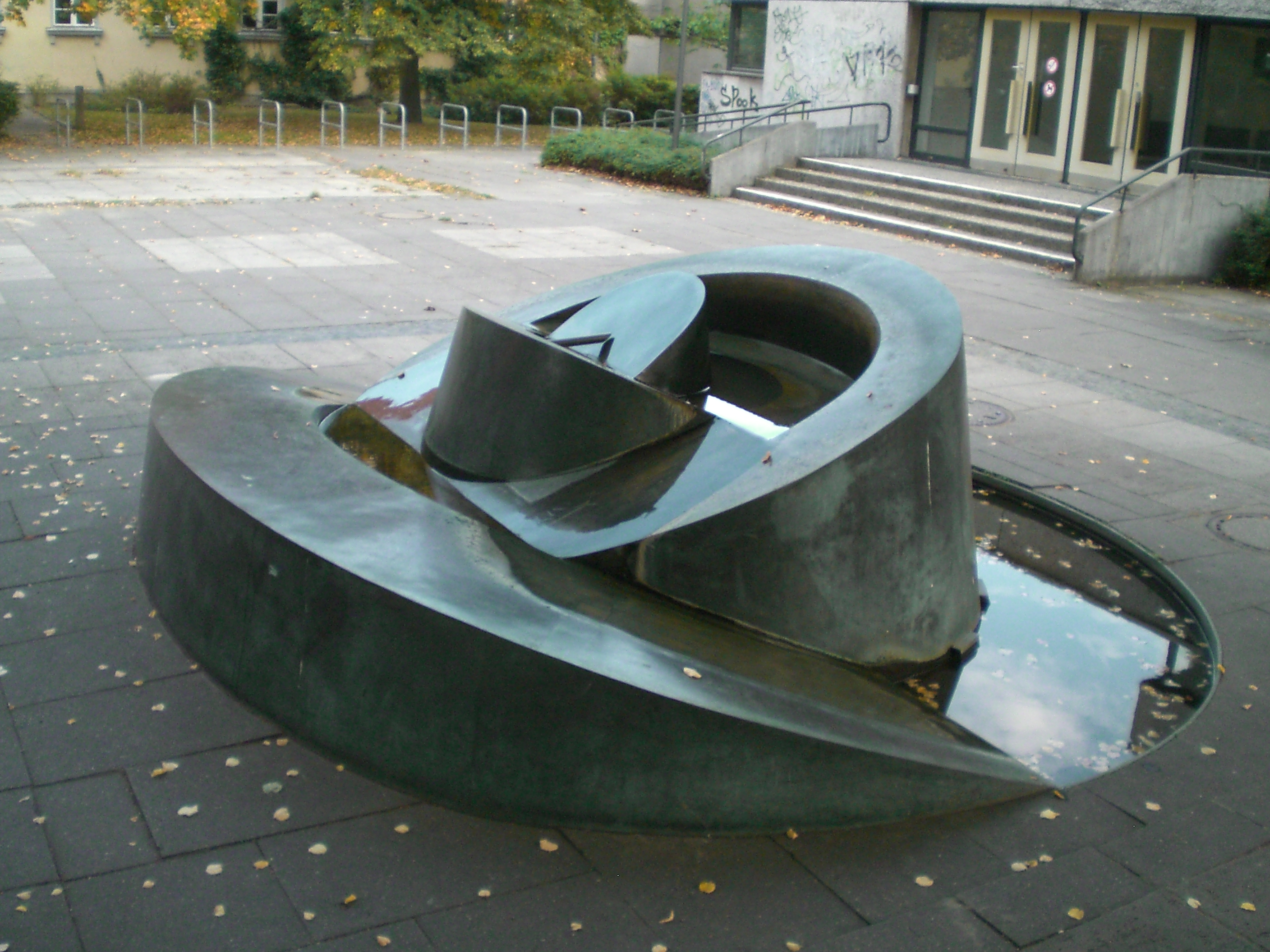
Brunnenskulptur vor dem Rathaus in Berlin-Zehlendorf, 1974

Das Werk von Ursula Sax ist facettenreich und gliedert sich in verschiedene Abschnitte, in denen sie sich jeweils über mehrere Jahre einem bestimmten Material zuwandte.
In einer frühen Phase, von 1954 bis etwa 1962, waren es Skulpturen aus Holzstämmen, Kernskulpturen, die um eine Achse organisiert waren. Ab 1957 bis 1960 arbeitete sie mit Eisen, 1970–1980 fertigte sie Skulpturen und innenräumliche Konstruktionen aus Holz, wie beispielsweise Balken und Bretter. 1991–1996 realisierte Ursula Sax Windskulpturen und Fahnen aus Stoff sowie Wind- und Luftkleider, die im Rahmen von Performances auf öffentlichen Plätzen und auf Theaterbühnen in Bewegung aufgeführt wurden.
Von Anbeginn ihrer künstlerischen Tätigkeit interessierten sie die Bedingungen der Bildhauerei und deren Umgang mit skulptural-räumlichen Themen sowie eine ausdrückliche Beziehung zu architekturalen Räumen. Daraus entwickelten sich zahlreiche Skulpturen im öffentlichen Raum wie die Großskulptur Looping am Berliner Messegelände. Parallel zu den räumlichen, plastischen Werken aus schweren Materialien gibt es Werkgruppen mit Arbeiten auf und aus Papier.

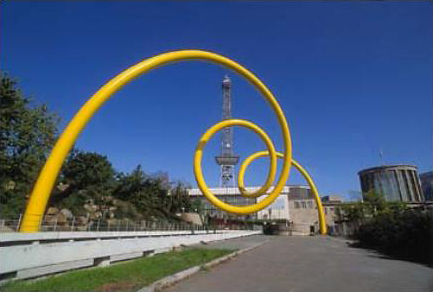
Großskulptur am Avus-Messegelände in Berlin, 1992

Wenn es anfänglich Ursula Sax mehr um Form und Räumliches, um Abstraktes und Konstruktives ging, so geht es in ihren neuesten Arbeiten, beispielsweise den Kruzifixen aus Packpapier und Grafiken mit Zahlen, um Zeit und Vergänglichkeit.

## Auszeichnungen
- 1960: Reisestipendium für Griechenland, Kultursenat Berlin
- 1960: Stipendium des Kulturkreises der deutschen Wirtschaft im BDI
- 1963: Villa-Romana-Preis
- 1974: Will-Grohmann-Preis
- 1976: Villa-Massimo-Stipendium
- 1977: Bremer Kunstpreis
- 1979: Cité internationale des arts Paris
- 1980: Hand-Hollow, USA
- 1998: Ehrengast in der Villa Massimo, Rom
- 2017: Kunstpreis der Landeshauptstadt Dresden

## Werk
- Zahlreiche Einzel- und Gruppenausstellungen
- Arbeiten im privaten und öffentlichen Besitz
- Architekturbezogene Arbeiten im öffentlichen Raum
  - „Rotationen“ ZDF-Sendezentrum Mainz, 1975.
- Performance auf Bühnen und im Außenraum mit Windobjekten, Wind- und Luftkleidern